# Bezdězská vrchovina
Bezdězská vrchovina je geomorfologický okrsek v severovýchodní části Dokeské pahorkatiny, ležící v okrese Česká Lípa Libereckého kraje a částečně v okrese Mladá Boleslav Středočeského kraje. Rozkládá se mezi sídly Kuřívody, Hradčany, Doksy a Bezdědice.

## Charakter území

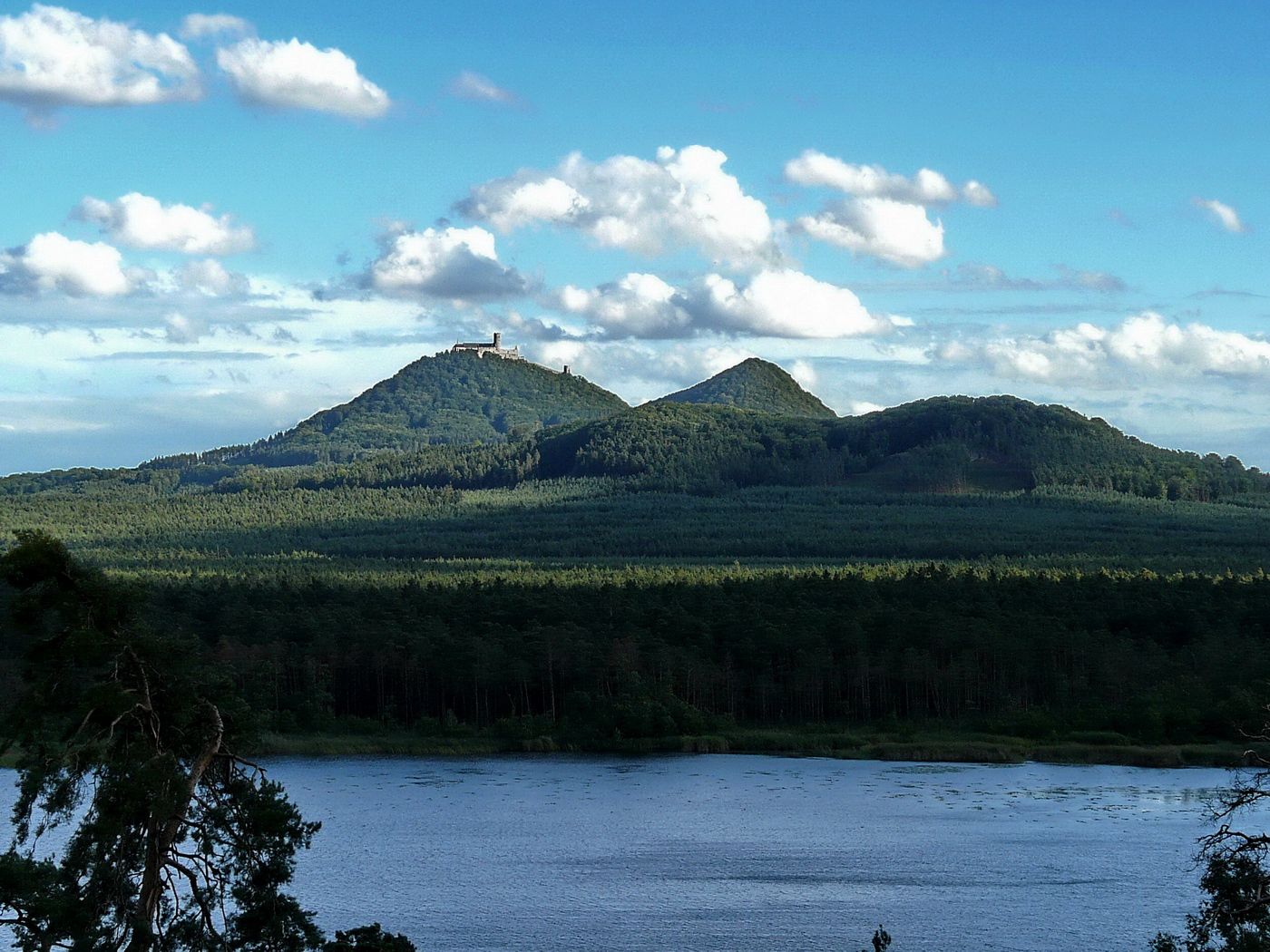
Slatinská pahorkatina nad Břehyňským rybníkem z Mlýnského vrchu

Území okrsku zahrnuje chráněné území PR Velký a Malý Bezděz.

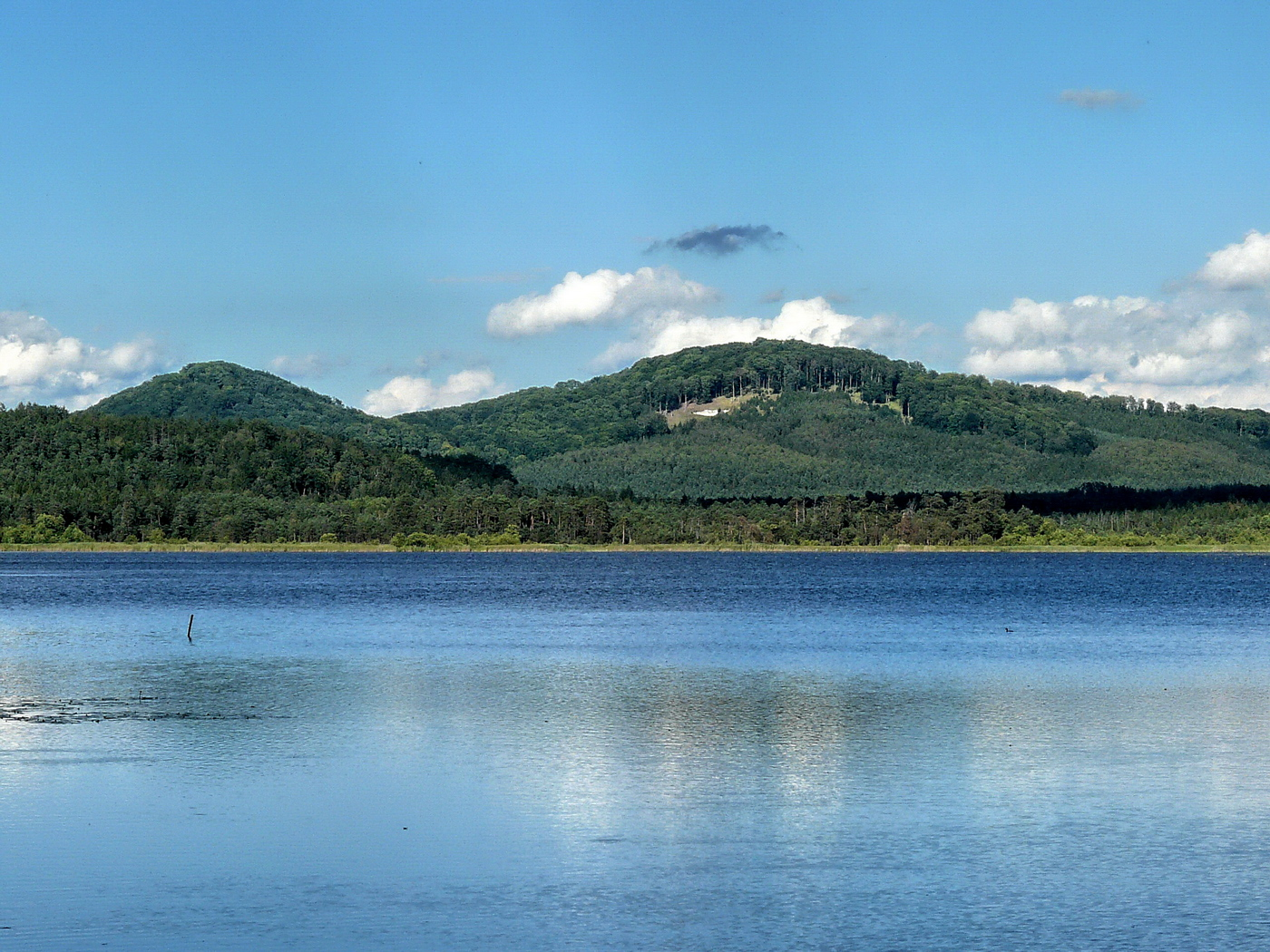
Malá a Velká Buková nad Břehyňským rybníkem

## Geomorfologické členění
Okrsek Bezdězská vrchovina náleží do celku Ralská pahorkatina a podcelku Dokeská pahorkatina. Dále se člení na podokrsky Slatinská pahorkatina na jihu a Velkobukovská pahorkatina na severu. Vrchovina sousedí s dalšími okrsky Ralské pahorkatiny (Jestřebská kotlina na západě, Polomené hory na jihu, Českolipská kotlina na severu, Kotelská vrchovina na severovýchodě) a s Jizerskou tabulí na východě.

## Významné vrcholy
Nejvyšším vrcholem Bezdězské vrchoviny je Bezděz (606 m n. m.) se známým gotickým hradem na vrcholu.
- Bezděz (606 m), Slatinská pahorkatina
- Malý Bezděz (577 m), Slatinská pahorkatina
- Velká Buková (474 m), Velkobukovská pahorkatina
- Malá Buková (432 m), Velkobukovská pahorkatina
- Slatinné vrchy (429 m), Slatinská pahorkatina
- Horka (386 m), Slatinská pahorkatina
- Zlatý vrch (323 m), Velkobukovská pahorkatina
- Královský kámen (315 m), Slatinská pahorkatina
- Víšek (308 m), Velkobukovská pahorkatina